# بطولة العالم لسباق الدراجات على الطريق 1925
بطولة العالم لسباق الدراجات على الطريق 1925 هي الدورة ال5 من بطولة العالم لسباق الدراجات على الطريق، أجريت في آبلدورن، هولندا.